# DirectX
Мајкрософтов DirectX  (енгл. Microsoft DirectX) је скуп АПИ-ја, чија је намена манипулисање хардвером. Посебну примену има у програмима везаним за рачунарске игре на Мајкрософтовим платформама.
Прва верзије DirectXа су се појавиле са Windows-ом 95, док су програмери, још увек, писали своје програме на MS-DOSу, јер Windows није имао директан приступ меморији, посебно у случају развоја рачунарских игрица. Са развојем личних рачунара и њиховом све већом употребом, дошло је такође, до развоја све сложенијег хардвера, што је све више компликовало посао програмерима. Тако је Мајкрософт дошао на идеју да направи колекцију динамичких библиотека, која би као успоставља комуникацију између интерфејс апликација и хардвера рачунара, уместо директног коришћења команди оперативног система, како је до тада функцинисао приступ хардверу у ДОС-у. У почетку су развијени посебни делови: DirectDraw са функцијама за рад са 2Д графиком, звуком (DirectSound), тастатуром (DirectInput), који су у заједничком пакету носиле назив DirectX. Касније су се развиле и друге могућности, као на пример за рад са 3Д графиком или за рад са мултимедијима (DirectPlay).
Временом је DirectX постао неопходна алатка за коришћење рачунарских игрица, мултимедијалних апликација, пренос података, криптографију итд. Развијено је више верзија DirectX-а и свака следећа пружала је веће могућности апликацијама, за боље искоришћење хардвера. Тако је данас, за правилно функционисање одређене инсталисане апликације на рачунару, као нпр. рачунарске игрице, потребно да буде усклађена са верзијом оперативног система, хардвером (графичка картица, камера, звучник), његовим управљачким програмима и верзијом DirectX-а, коју хардвер треба да подржи.